# Cầu hôn

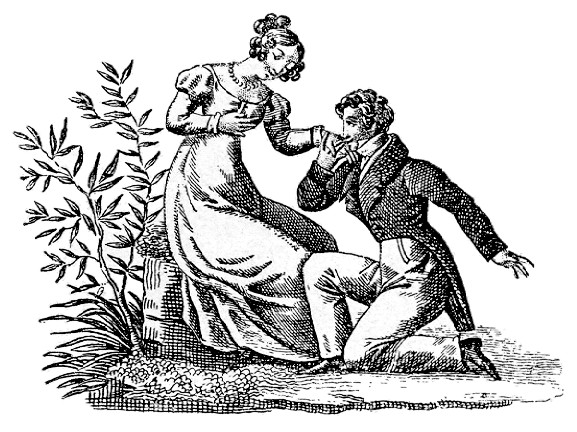
Một bản khắc gỗ mô tả "Cầu hôn quỳ 1 gối", Đức, 1815

Cầu hôn là một sự kiện trong đó một người yêu cầu người có mối quan hệ với mình kết hôn. Nếu lời cầu hôn được chấp nhận, nó đánh dấu sự bắt đầu của  đính hôn, một lời hứa hẹn hôn nhân sau này. Nó thường có giá trị nghi thức.
Trong một số nền văn hóa phương Tây đó là truyền thống cho người đàn ông để thực hiện một lời cầu hôn với người phụ nữ trực tiếp trong khi quỳ trước mặt cô gái đó. Nghi thức thường liên quan đến câu hỏi chính thức với nội dung "Em sẽ cưới anh chứ...?" và đưa ra một chiếc nhẫn đính hôn. Nó có thể bao gồm hành động của người đàn ông lồng chiếc nhẫn vào ngón tay của người phụ nữ.
Mặc dù hầu hết các cặp vợ chồng tiềm năng thường thảo luận về việc họ có sẵn sàng kết hôn hay không trong một khoảng thời gian đáng kể trước khi lời cầu hôn xảy ra, và có thể sắp xếp thời gian và địa điểm cụ thể của lời cầu hôn, nhưng điều này cũng có thể là một sự bất ngờ.
Một người phụ nữ có thể từ chối một lời cầu hôn vì nhiều lý do, và có thể không tuyên bố lý do là gì. Nếu người phụ nữ chấp nhận lời cầu hôn, cô ấy thường sẽ đồng ý với người đàn ông bằng lời nói và đeo nhẫn trong suốt thời gian dẫn đến đám cưới, được gọi là giai đoạn đính hôn.